# Afonso de Orleães e Bourbon
Afonso Maria Cristino Justo de Galliera (Madrid, 28 de maio de 1912 – Monesterio, 18 de novembro de 1936), foi um príncipe francês da Casa de Orléans e Infante da Espanha, membro da familia real francesa e da família real espanhola.

## Biografia
Foi o segundo filho nascido do matrimónio entre o infante Afonso, Duque da Galliera e da princesa Beatriz de Saxe-Coburgo-Gota. Foi o primeiro filho do casamento de seus pais a nascer na Espanha, haja vista que o casal estava exilado por ordem do rei Afonso XIII, que não tinha dado o seu consentimento para a união. Afonso nasceu no palácio de sua avó paterna a infanta Eulália em Madrid.
Foi baptizado no Palácio Real de Madrid, e seus padrinhos foram: o rei Afonso XIII e a rainha-mãe Maria Cristina da Áustria. O infante recebeu os nomes de Afonso Maria Cristino Justo.
Durante a Segunda República Espanhola viveu no exílio no Reino Unido juntamento com os pais e irmãos. Em 1936 voltou a Espanha para integrar a Facção nacionalista. O Infante se juntou a Legião Condor.
Faleceu após o avião em que fazia uma manobra de inspeção cair Monesterio (Badajoz) em 18 de novembro de 1936.
Foi enterrado no Convento de Capuchinos de Sanlúcar de Barrameda, Espanha.